# Anilios howi
Anilios howi är en ormart som beskrevs av Storr 1983. Anilios howi ingår i släktet Anilios och familjen maskormar. Inga underarter finns listade i Catalogue of Life.
Denna orm förekommer i Australien i regionen Kimberley som ligger i norra Western Australia. Arten lever i landskap som påverkas av monsunregn. Anilios howi gräver i lövskiktet och i det översta jordlagret. Honor lägger antagligen ägg.
Gruvdrift som förekommer i regionen antas ha negativ påverkan. Populationens storlek är okänd. IUCN listar arten med kunskapsbrist (DD).